# Hans Kroh
Hans Kroh, född 13 maj 1907 i Heidelberg, död 18 juli 1967 i Braunschweig, var en tysk generalmajor i Luftwaffe och senare i västtyska Bundeswehr. 

## Biografi
Hans Kroh föddes 1907 i Heidelberg. Den 8 april 1926 antogs han till polisakademin i Brandenburg an der Havel och befordrades till löjtnant den 1 april 1933. Två år senare tog han värvning vid det nybildade Luftwaffe och blev träningsinstruktör på fallskärmsskolan i Stendal. 
Den 1 oktober 1937 till befordrades Kroh till kapten och förflyttades den 1 januari 1939 till staben för 7. Flieger-Division. Efter andra världskrigets utbrott 1939 deltog han i erövringen av Nederländerna. År 1941 deltog Kroh i den framgångsrika ockupationen av Kreta och tjänstgjorde i Nordafrika samt på östfronten under Operation Barbarossa.  Den 16 december 1943 utnämndes han till befälhavare över 2. Fallschirmjäger-Regiment. År 1944 förflyttades Kroh till Frankrike som befälhavare över 2. Fallschirmjäger-Division och befordrades till generalmajor den 1 september samma år. 17 dagar senare togs han till fånga av de västallierade och släpptes 1948.
Den 1 juni 1956 tog Kroh värvning i den nya tyska försvarsmakten, Bundeswehr, där han befordrades till brigadgeneral följande år och på nytt generalmajor den 1 juli 1959. Hans Kroh gick i pension den 1 oktober 1962. Han avled 1967.
Under sin militärtjänstgöring mottog han Riddarkorset av Järnkorset med eklöv och svärd.  

## Befordringshistorik
Hans Krohs befordringshistorik
| Datum             | Tjänstegrad          |
| ----------------- | -------------------- |
| 1 april 1933      | Polizei-Leutnant     |
| 1 augusti 1933    | Polizei-Oberleutnant |
| 1 oktober 1935    | Löjtnant             |
| 1 oktober 1937    | Kapten               |
| 1 april 1941      | Major                |
| 11 januari 1943   | Överstelöjtnant      |
| 6 april 1944      | Överste              |
| 13 september 1944 | Generalmajor         |

| Datum            | Tjänstegrad   |
| ---------------- | ------------- |
| 1 juni 1956      | Överste       |
| 1 september 1957 | Brigadgeneral |
| 1 juli 1959      | Generalmajor  |

## Galleri

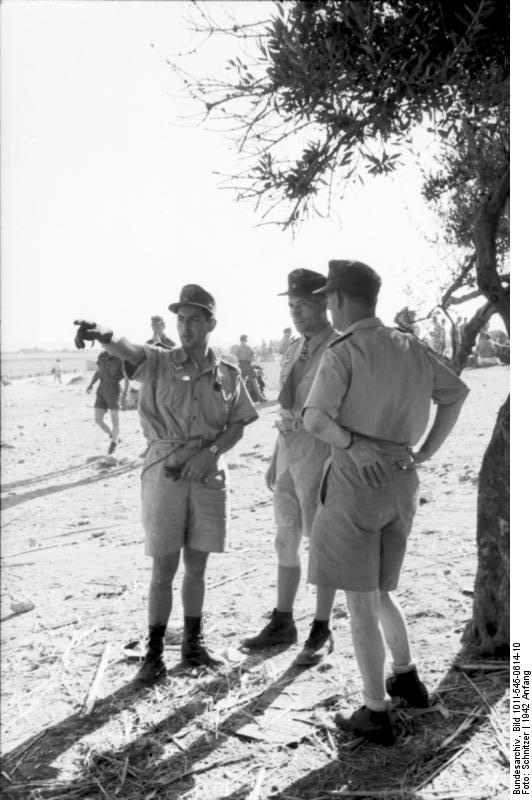
Kroh i Nordafrika 1942.
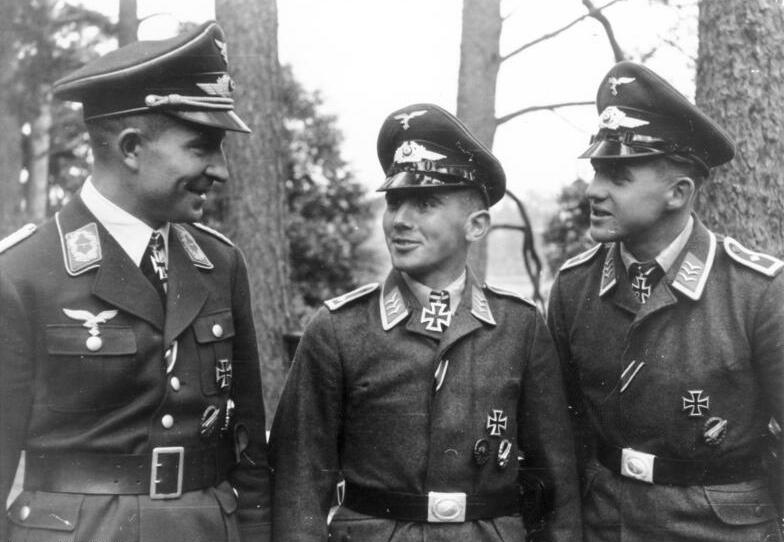
Kroh tillsammans med Wilhelm Kempke och Feldwebel Erich Schuster.
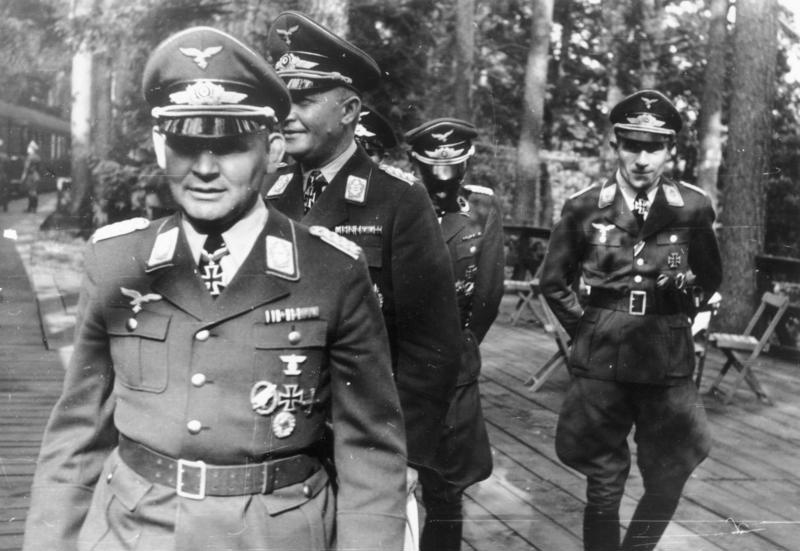
Kroh tillsammans med generalerna Kurt Student och Bernhard-Hermann Ramcke år 1941.
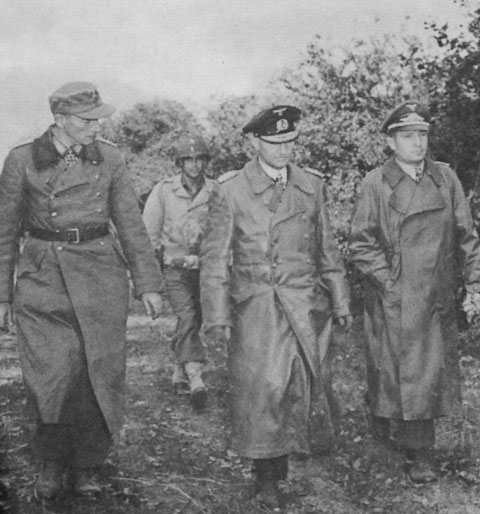
Kroh tillsammans med generalmajor Hans von der Mosel och konteramiral Otto Kähler kapitulerar till amerikanarna den 19 september 1944.
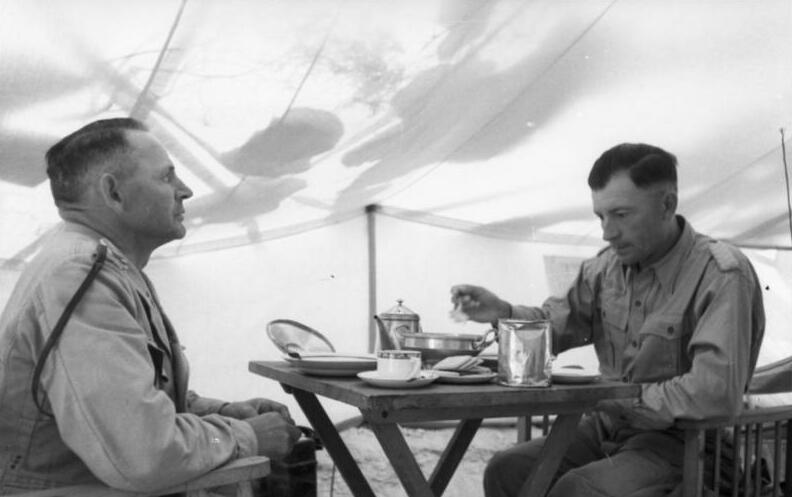
Kroh tillsammans med General Bernhard-Hermann Ramcke i Nordafrika år 1942.

## Utmärkelser
Andra världskriget
- Järnkorset
  - Andra klassen: 22 maj 1940
  - Första klassen: 22 maj 1940
- Tyska korset i guld: 24 december 1942
- Riddarkorset av Järnkorset med eklöv och svärd
  - Riddarkorset: 21 augusti 1941
  - Eklöv: 6 april 1944
  - Svärd: 12 september 1944
- Ärmelband Kreta
- Ärmelband Afrika

Efterkrigstiden
- Förbundsrepubliken Tysklands förtjänstorden: 12 september 1962.